# Adolf Seitz
Adolf Seitz (* 14. Juni 1888 in Mittelschefflenz bei Mosbach (Odenwald); † 9. Januar 1962 in Neckargemünd) war ein deutscher Wirtschaftstreuhänder und Steuerberater sowie Förderer der Handels- und  Wirtschaftshochschule Mannheim und Ehrensenator der Universität Mannheim.

## Leben
Seitz besuchte die Oberrealschule in Heidelberg (jetzt: Helmholtz-Gymnasium) und studierte seit dem Wintersemester 1907/08 Handelswissenschaften an der gerade eröffneten Städtischen Handels-Hochschule Mannheim. Im Sommersemester 1908 wurde ein Allgemeiner Studentenausschuss nach dem Muster der Universität Heidelberg ins Leben gerufen mit Seitz als erstem Vorsitzenden. Dieser war auch einer der Absolventen aus diesem ersten Semester der Hochschule und absolvierte sie mit dem akademischen Grad Diplom-Kaufmann.
Von 1926 bis 1928 war er einer der ersten Arbeitsrichter in Düsseldorf im Rahmen der seit 1926 bestehenden Arbeitsgerichtsbarkeit. In seinem späteren Berufsleben wurde er Steuerberater und später Wirtschaftstreuhänder in Heidelberg und hatte bis 1960 seine Beraterpraxis in der Hauptstraße 20 und seine Wohnung in Neckargemünd. Seitz war Mitglied der Corps Rheno-Nicaria zu Mannheim-Heidelberg und Rheno-Franconia Köln sowie der Mannheimer Freimaurerloge Karl zur Eintracht.
Besondere Bedeutung erwarb sich Seitz im Korporationstudententum durch die Gründung des Corps Rheno-Nicaria 1909 in Mannheim, dessen Weiterführung 1933 an der Universität Heidelberg (nach der unerwarteten Schließung der Handelshochschule Mannheim im Dritten Reich) und der Wiederaufnahme des Corpsbetriebs an der Wirtschaftshochschule Mannheim 1950. Dadurch prägte er von 1909 bis 1960 die Entwicklung des corpsstudentischen Verbandswesens durch die Mitgliedschaften im Teutoburger Deputierten Convent (TDC), im Rudolstädter Senioren-Convent (RSC) und im Weinheimer Senioren-Convent (WSC) – seit 1950 gemeinsam mit Karl-Heinz Herberger. In der Geschichte des von beiden gestalteten Corps Rheno-Nicaria lässt sich auch die Historie der Universität Mannheim von 1907 bis 1960 nachverfolgen.
Seitz war 1952 Gründungsmitglied der Gesellschaft der Freunde der Wirtschaftshochschule Mannheim (jetzt: Freunde der Universität Mannheim) und danach bis 1960 deren Vizepräsident. Anlässlich der 50-Jahr-Feier der Wirtschaftshochschule im Dezember 1957 wurde Seitz deswegen Ehrensenator der Wirtschaftshochschule (und späteren Universität) Mannheim und erhielt als einer von sechs Absolventen aus dem ersten Semester der Handelshochschule, dem Wintersemester 1907/08, eine neue Ausfertigung seines Diploms.

## Veröffentlichungen
- 1933: 1908-1933, 25 Jahre Corps Rheno-Nicaria. Eigenverlag 1933 (Rhein-Neckarländer-Archiv).
- 10. April 1948: Aufruf zur Sammlung und Wiedersehensfeier der alten Rhein-Neckarländer (als erste Ausgabe der Nachkriegs-Rundschreiben). Eigenverlag 1933 (Rhein-Neckarländer Archiv).

## Ehrungen
- 1925: Ehrenmitglied des Corps Rheno-Franconia Köln
- 1954: Ehrenmitglied des Corps Rheno-Nicaria Mannheim
- 1957: Ehrensenator der Universität Mannheim (als Nachfolgerin der Wirtschaftshochschule Mannheim)